# Chimwenje
Chimwenje foi uma organização militante do Zimbabué baseado na província de Manica, Moçambique. Seu líder era Armando Mabache. O movimento alegadamente gozava de uma estreita associação com a RENAMO, um partido político de direita moçambicano e antiga força insurgente. 
Armando Mabache foi um ex-general da RENAMO que foi demitido como parte de uma campanha geral de desmobilização após o fim da Guerra Civil Moçambicana. Os recrutas do Chimwenje também foram treinados pelas tropas milicianas da RENAMO.
Aspectos da ideologia e da agenda do Chimwenje permanecem obscuros. Foi dedicado a derrubar o presidente do Zimbábue, Robert Mugabe, e ganhou destaque pela primeira vez em meados de 1995. O grupo manteve laços políticos um tanto ambíguos com o proeminente líder da oposição do Zimbábue, Ndabaningi Sithole, e suas fileiras incluíam vários associados conhecidos de Sithole, incluindo um de seus ex-guarda-costas. Em outubro de 1995, Sithole foi preso sob suspeita de estar envolvido em um complô do Chimwenje para assassinar o presidente Mugabe. Quando questionado, expressou conhecimento sobre os militantes e simplesmente afirmou que eles eram exilados zimbabuanos  que desejavam retornar ao seu país. 
Acreditava-se que os militantes do Chimwenje estivessem treinando em solo moçambicano para raides transfronteiriços ao Zimbábue.  Na sequência de uma série de confrontos entre a guerrilha e as Forças Armadas de Defesa de Moçambique (FADM) por volta do início de 1996, o presidente moçambicano Joaquim Chissano anunciou que iria buscar a expulsão do Chimwenje do país. 
Em meados de 1996, surgiram relatos da mídia de que o Chimwenje estaria planejando uma grande ofensiva.  Os guerrilheiros começaram a colocar minas terrestres em toda a província de Manica, danificando alguns equipamentos de uma empresa italiana contratada para reparar a infraestrutura destruída pela guerra civil.  Em resposta, o governo moçambicano concordou em coordenar as operações preventivas na fronteira com as forças de segurança do Zimbabué e do Malawi.  O tópico foi discutido em uma cúpula de defesa regional organizada pelo Malawi em 10 de julho. As descobertas de inteligência apresentadas na cúpula confirmaram Armando Mabache como o líder do Chimwenje. 
Por volta de agosto, sete guerrilheiros do Chimwenje, incluindo dois cidadãos zimbabuanos e cinco moçambicanos, foram capturados e condenados a penas de até dezesseis anos de reclusão por crimes que variam de atividade mercenária a insurreição armada.
O Chimwenje foi dizimado por operações conjuntas realizadas pela FADM e pelas Forças de Defesa do Zimbabué no final de 1996.